# Богданов, Валерий Петрович
Валерий Петрович Богданов (9 января 1952, Куйбышев, СССР) — советский футболист, вратарь, советский и российский футбольный тренер.

## Карьера

### Карьера игрока
Воспитанник самарского футбола («Заря»). Играл за «Дружбу» (Йошкар-Ола), юношеские сборные СССР. Приглашался на просмотр в «Торпедо»(Москва). В начале 70-х годов прошлого века принял приглашение от своего земляка Виктора Антиховича перейти в йошкар-олинскую «Дружбу».

### Карьера тренера
Окончил Марийский государственный педагогический институт (1982 г.) и Высшую школу тренеров (1989 г.). Стажировался в ЦСКА. Помогал Федору Новикову в ташкентском «Пахтакоре». Возглавлял чебоксарскую «Сталь».
В 1991—1993 годах работал тренером самарских «Крыльев Советов». В тренерском тандеме с Антиховичем завоевал Кубок РСФСР среди команд первой и второй лиг, выводил «Крылья Советов» в высшую лигу России.
В 1994 году, после отставки Антиховича, Богданов стал главным тренером. «Крылья» начали сезон неудачно. Тому виной были финансовая нестабильность команды и уход ведущих игроков. В числе последних был, к примеру, Евгений Харлачев, впоследствии ставший одним из лидеров московского «Локомотива». Команда из 8 матчей смогла выиграть только один и два сыграть вничью, и Богданов подал в отставку.
Затем возглавил в Бангладеш один из сильнейших клубов страны — «Абахани» Дакка. В 1995 году команда стала чемпионом Бангладеш. В том же году «Абахани» играл в финале Кубка страны против ФК «Мохамеддан» 0:0, 4:5, пен.).
После зарубежной командировки вернулся в Йошкар-Олу, где помогал в возрождении «Дружбы». После кратковременной командировки в «Газовик» Оренбург возглавил «Диану» Волжск. В отсутствие именитых исполнителей создал сильную команду, в 2000 году лидировавшую на протяжении почти всего первого круга.
В конце 2001 года возглавил йошкар-олинский «Спартак», в 1999 году вернувший себе профессиональный статус, но два года подряд занимавший места среди аутсайдеров. Под руководством Богданова клуб занял 12 место.
Позже — директор СДЮШОР «Спартак» республики Марий Эл, тренер команды СДЮШОР «Спартак» 1995 года рождения.